# Acromyrmex silvestrii
Acromyrmex silvestrii là một loài kiến ăn lá Tân Thế giới, trong họ Myrmicinae thuộc chi Acromyrmex. Loài này thuộc một trong hai chi kiến nấm thuộc tông Attini.

## Phụ loài
- Acromyrmex silvestrii bruchi